# Aillutticus
Aillutticus  (лат.) — род аранеоморфных пауков из подсемейства Amycinae в семействе пауков-скакунов (Salticidae). Все виды этого рода распространены в странах Южной Америки.

## Виды
- Aillutticus knysakae Ruiz & Brescovit, 2006 — Бразилия
- Aillutticus montanus Ruiz & Brescovit, 2006 — Бразилия
- Aillutticus nitens Galiano, 1987 — Аргентина, Бразилия
- Aillutticus pinquidor Galiano, 1987 — Аргентина
- Aillutticus raizeri Ruiz & Brescovit, 2006 — Бразилия
- Aillutticus rotundus Galiano, 1987 — Бразилия
- Aillutticus soteropolitano Ruiz & Brescovit, 2006 — Бразилия
- Aillutticus viripotens Ruiz & Brescovit, 2006 — Бразилия